# Королевский орден Шотландии

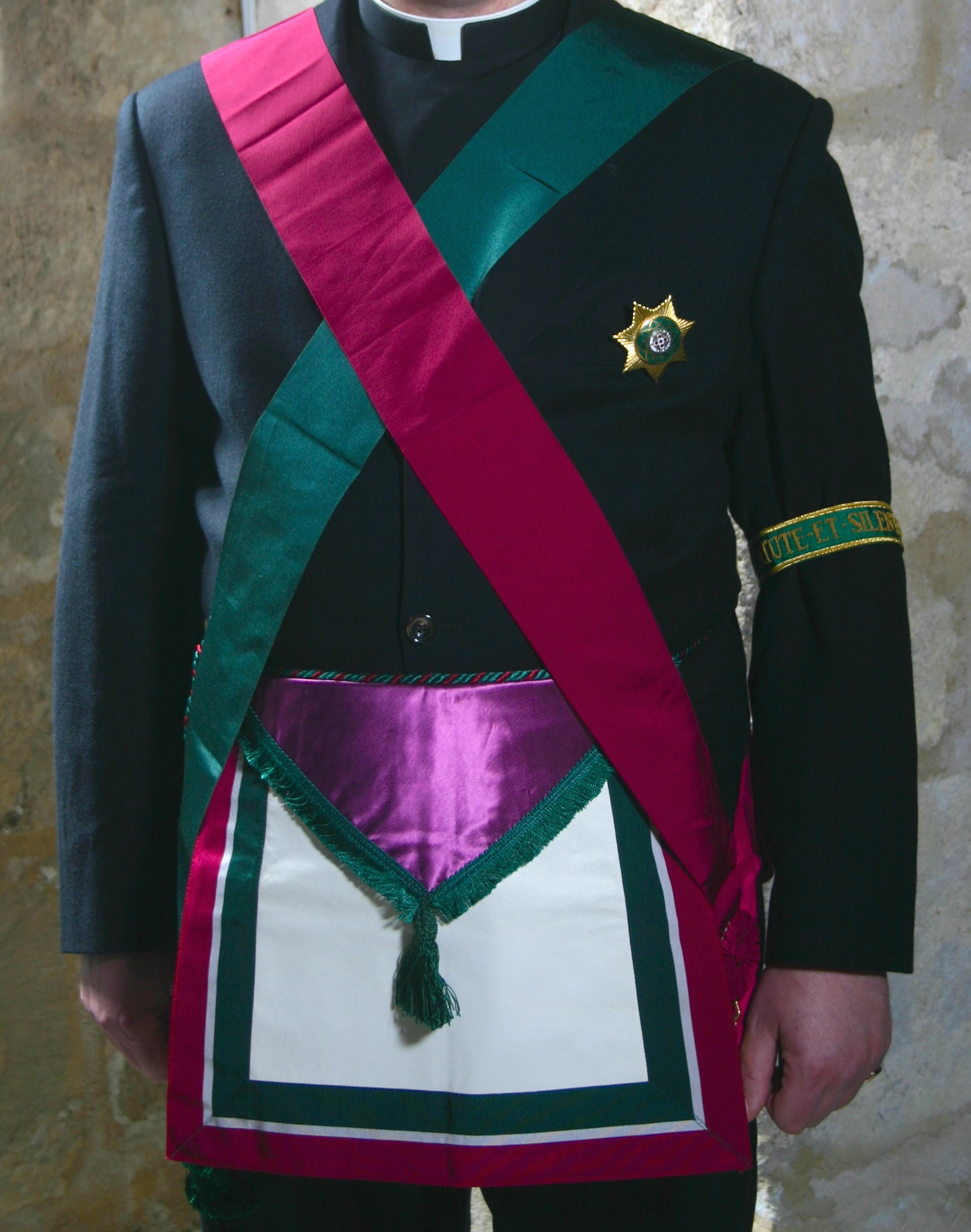
Облачение Королевского ордена Шотландии

Королевский орден Шотландии (англ. Royal Order of Scotland) — один из орденов находящийся в рамках британского масонства. Членство в ордене предоставляется масонам по приглашению. Штаб-квартира Великой ложи Королевского ордена Шотландии находится в Эдинбурге, а сама она объединяет и управляет 88 провинциальными великими ложами в нескольких местах по всей Британии и в ряде стран по всему миру.

## История
Орден ведёт свою историю с 1741 года, согласно архивным записям великой ложи, демонстрирующим деятельность ордена в Лондоне, с ещё одним уставом, предоставленным в 1750 году для получения степени в Гааге. Владелец этого ордена, Уильям Митчелл, перебрался в Эдинбург около 1752/3, используя устав, чтобы создать там великую ложу. В 1767 году эта организация стала называться Великой ложей Королевского ордена Шотландии.
Со временем активность стала падать и орден приближался к исчезновению в начале 19 века, но начался новый этап возрождения с создания дополнительных провинциальных великих лож к 1843 году.
Легенды ордена датируются началом царствования царя Давида I в XII веке в степени Хередома, причём степень розы и креста возникла в 1314 году после Битвы при Бэннокбёрне.

## Организация
Орден предписывает, чтобы король шотландцев был наследственным великим мастером. Заместителем великого мастера и губернатором ордена в настоящее время является сэр Арчибальд Дональд Орр-Эвинг, 6-й баронет (от 20 декабря 1938 года). Орр-Эвинг — старший сын сэра Рональда Арчибальда Орр-Эвинга, 5-й баронета, и получил образование в Гордонстоне и Тринити-колледже в Дублине. Он был великим мастером Великой ложи древних, вольных и принятых масонов Шотландии, до 27 ноября 2008 года, должность, которую он занимал с 2005 года. Ранее он занимал эту должность в период с 1999 по 2004 год, будучи единственным человеком, который занимал эту должность дважды. 3 июля 2009 года он был назначен заместителем великого мастера и губернатора (администратора) Королевского ордена Шотландии в Эдинбурге. В периоды отсутствия короля шотландцев заместитель великого мастера и губернатор является мировым лидером ордена.
Каждая провинциальная великая ложа имеет провинциального великого мастера, который обычно управляет ею в течение ряда лет подряд. Провинциальный великий мастер ежегодно назначает провинциальных офицеров.
Уникальность ордена заключается в том, что, в отличие от масонства, Королевский орден Шотландии не имеет местных (или «частных») лож, а провинциальная великая ложа — самый низкий уровень организации и деятельности. Новые члены допускаются в провинциальную великую ложу или даже в великую ложу в Эдинбурге.
В Лондоне (но не в других местах в Англии) орден управляется на провинциальном уровне Орденом мастеров масонов метки, а офицеры Провинциальной великой ложи Лондона и столичных графств выбираются в основном из числа старших членов различных других орденов.

## Степени и церемонии
Королевский орден Шотландии, великая ложа и провинциальные великие ложи присваивают две степени:
- Хередом Килуиннинга
- Рыцарь розы и креста

Церемонии обычно изучают и репетируют без сценариев, и они включают в себя значительное количество рифмованных стихов. Элементы многих других масонских степеней и орденов включены в церемонию Королевского ордена Шотландии или упоминаются в ней.

## Членство

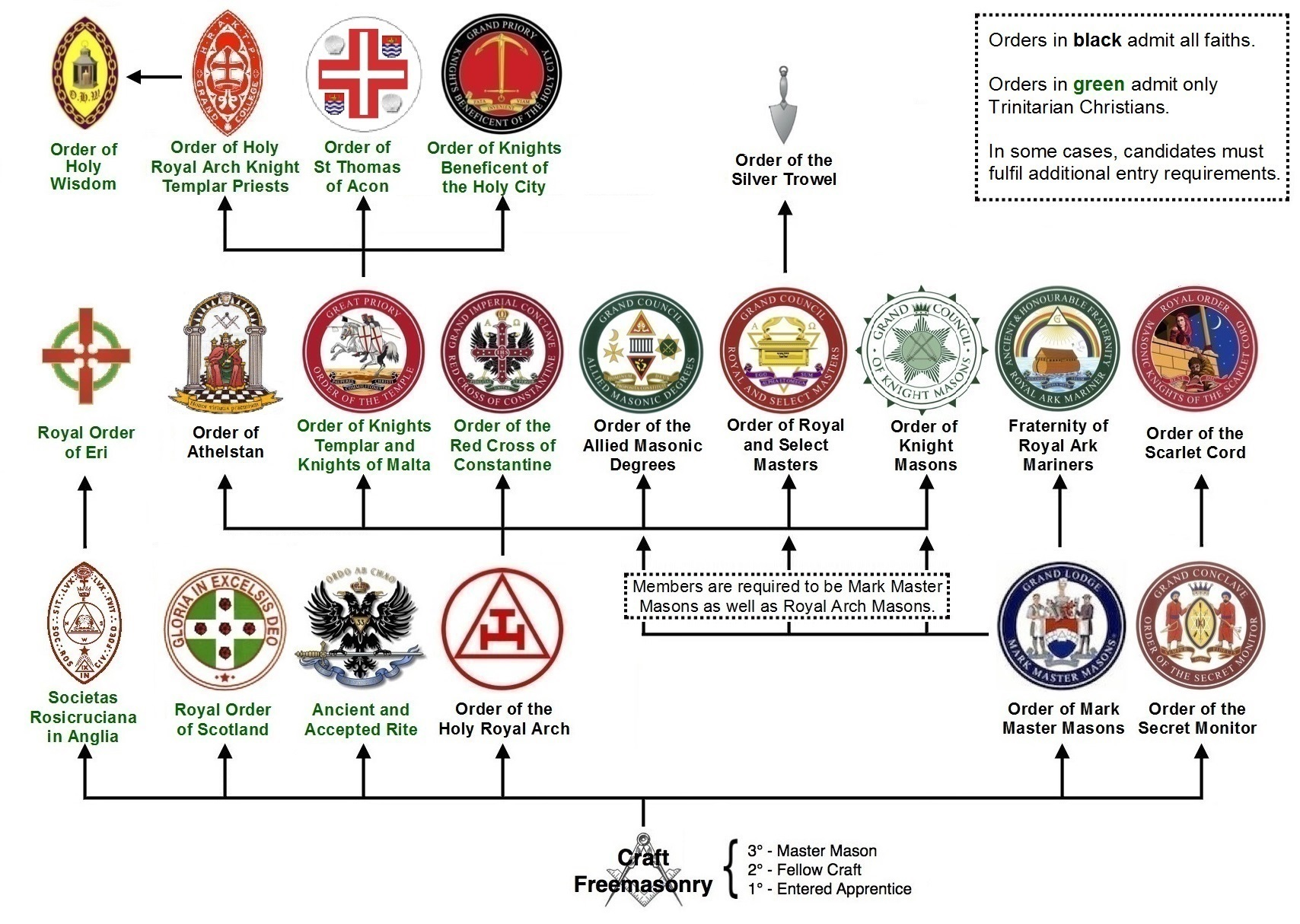
Положение Королевского ордена Шотландии в системе дополнительных организаций

Существенная и универсальная квалификация для претендентов — это членство в трёх степенях масонства, пять лет или более непрерывного нахождения в качестве мастера-масона в одной из лож, и быть христианином верующим в Троицу. Эти требования не могут быть изменены какой-либо провинцией.
В дополнение к этим фундаментальным требованиям, провинции могут налагать дополнительные условия, и многие делают это, наиболее распространенным из которых является требование принадлежности к Королевской арке.
Дополнительная квалификация для членства зависит от провинциальной юрисдикции, но может включать требование активного членства в 18° Древнего и принятого шотландского устава или одного из других христианских масонских орденов (таких как Красный Крест Константина или Тамплиеры).
В США кандидаты должны иметь 32° Древнего и принятого шотландского устава, или быть рыцарем-тамплиером в системе Йоркского устава.